# Fujiwara no Sadazane
Fujiwara no Sadazane est un nom japonais traditionnel ; le nom de famille (ou le nom d'école), Fujiwara, précède donc le prénom (ou le nom d'artiste).
Fujiwara no Sadazane (藤原定実), (1076 - 1120) est un calligraphe japonais de l'époque de Heian.

## Lineage
Sadazane est le fils de Fujiwara no Korefusa (藤原伊房, 1030-1096) et un descendant de Fujiwara no Yukinari.
La place de Sadazane dans une lignée de calligraphes Sesonji indique le contexte de sa vie et de travail :
- Fujiwara no Yukinari (Kōzei)[3]

- Fujiwara no Korefusa
- Fujiwara no Sadazane
- Fujiwara no Sadanobu  (藤原定信?, 1088-1156)

## Sources
- Yamasaki, Shigehisa. (1981). Chronological Table of Japanese Art (英文曰本美術年表, Eibun Nihon bijutsu nenpyō?). Tokyo: Geishinsha. OCLC 8399520